# Kuneš Sonntag

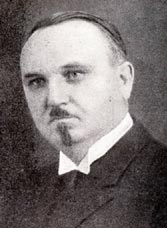
Kuneš Sonntag

Kuneš Sonntag, auch Kuneš Sonntág, Konrad Sonntag oder Kunrát Sonntag (* 19. Februar 1878 in Lazce; † 29. März 1931 in Prag) war ein tschechoslowakischer Jurist, Politiker und Finanzminister; er war auch ein Publizist.

## Leben, politische Karriere
Sonntag besuchte ein Gymnasium in Uničov und Moravská Třebová, von 1893 bis 1895 besuchte er ein landwirtschaftliches Institut in Dippoldiswalde, später in Halle.
Kuneš Sonntag war Mitglied der Partei Česká strana radikálně pokroková (Tschechisch radikal-fortschrittliche Partei), ab 1904 dann der Agrarpartei. Von 1913 bis 1918 war er Mitglied des mährischen Landesabgeordnetenhauses. Während des Ersten Weltkriegs pflegte er wichtige Kontakte zu slowakischen Politikern. Von 1918 bis 1920 wurde er in das sogenannte Revoluční národní shromáždění (Revolutionäre Nationalversammlung) gewählt, 1920 wurde er dann in das darauffolgende Národní shromáždění (reguläre Nationalversammlung) gewählt.
Von 1922 bis 1931 war Sonntag Präsident der Anglo-Tschechoslowakischen Bank. Neben weiteren Funktionen im Bankwesen sowie in Agrarinstitutionen und in der Agrarpartei (1922–1931 Vizevorsitzender) übte Kuneš Sonntag folgende Regierungsposten aus:
- von 1919 bis 1920 Finanzminister in der Regierung Vlastimil Tusar I
- 1920 Minister für Ernährung (kommissarisch) in der Regierung Vlastimil Tusar I
- 1920 Minister für Industrie, Handel und Gewerbe in der Regierung Vlastimil Tusar II
- 1920 Landwirtschaftsminister (kommissarisch) in der Regierung Vlastimil Tusar II

1922 beendete Sonntag seine Karriere als Inhaber von Regierungsämtern und widmete sich nur der Parteipolitik und Arbeit in Wirtschaftsverbänden.